# Herz-Jesu-Kirche (Pressig)

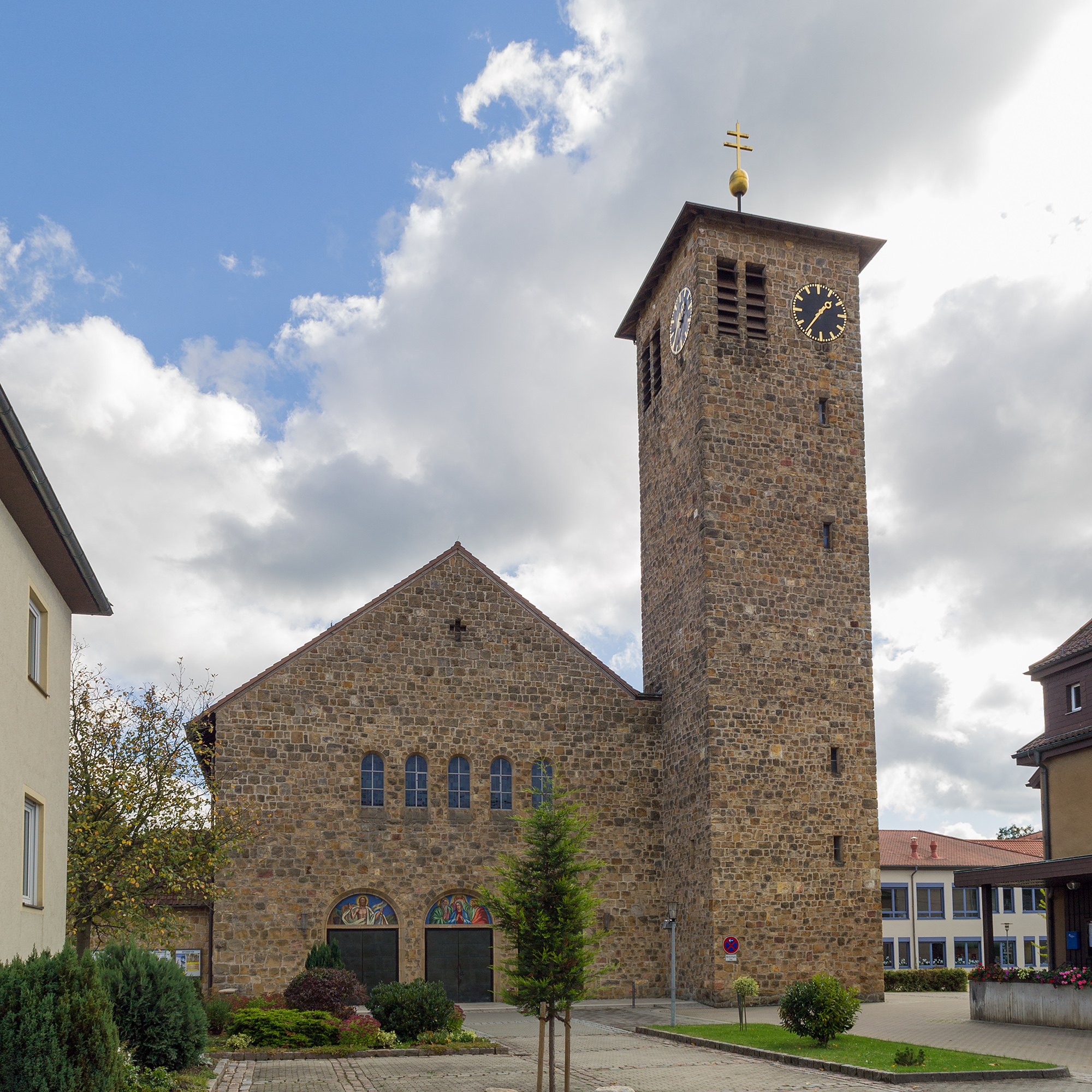
Herz-Jesu-Kirche

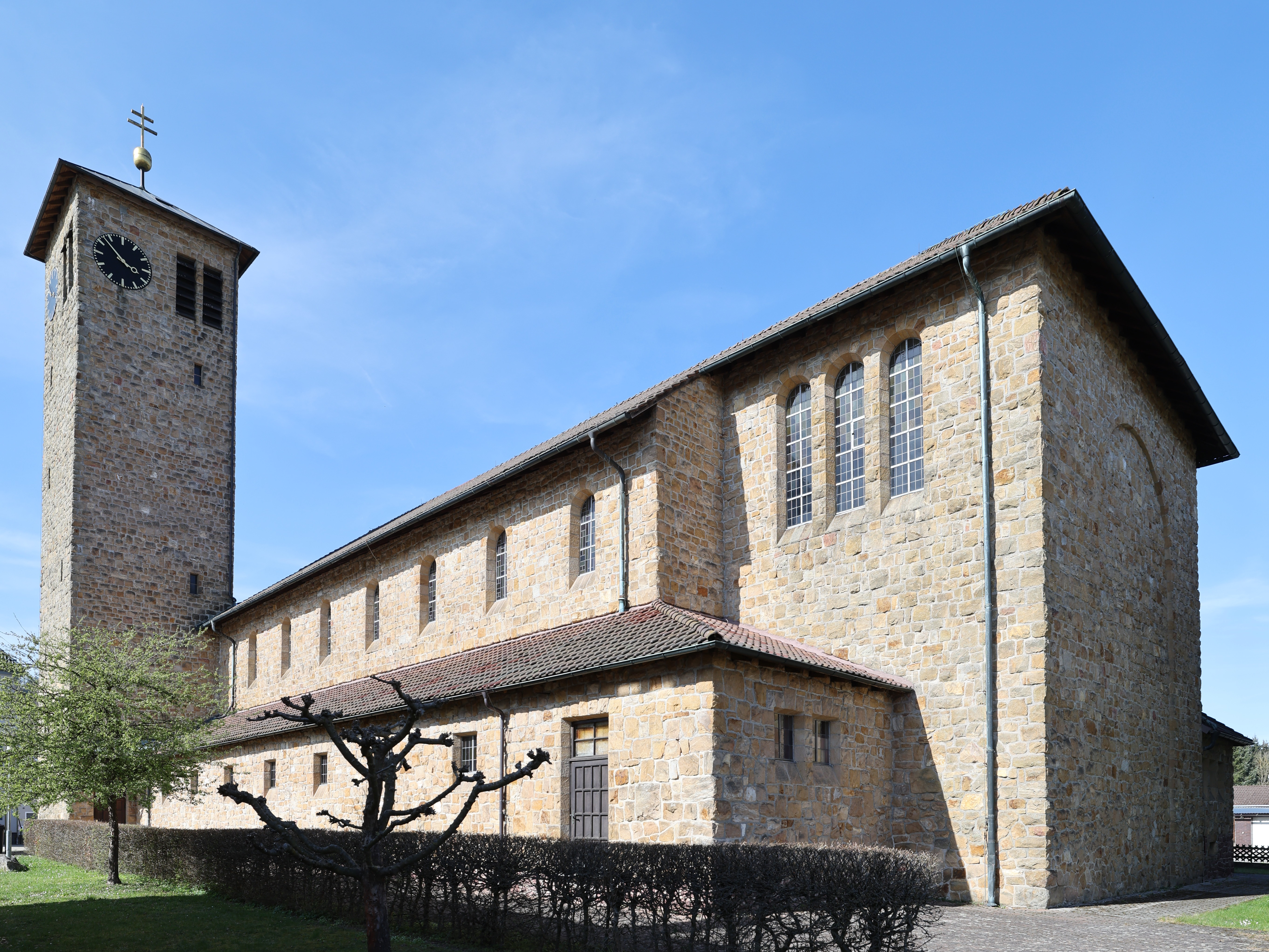
Haupt- und Seitenschiff sowie Kirchturm

Die Herz-Jesu-Kirche im oberfränkischen Pressig ist die Pfarrkirche der dortigen katholischen Pfarrei. Sie steht unter dem Patrozinium des Heiligsten Herzens Jesu. Die zweite Kirche der Pfarrei ist die Filialkirche St. Anna im Nachbarort Welitsch.

## Geschichte
Nachdem 1885 die Bahnstrecke zwischen Stockheim und Eichicht fertiggestellt und in Pressig eine Bahnstation für Rothenkirchen (seit 1939 Pressig-Rothenkirchen) entstanden war, vervielfachte sich die Bevölkerungszahl in Pressig von 167 (1885) auf über 1000 (1910). Daraus entstand auch die Notwendigkeit für den Bau eines Gotteshauses für die mehr als 900 Katholiken im Ort, die bisher der Pfarrei Rothenkirchen zugeordnet waren, sodass sich 1904 ein Kirchenbauverein gründete. Das Ergebnis seines Wirkens war, dass am 26. Oktober 1913 eine Notkirche mit dem Namen Herz Jesu geweiht werden konnte. Damit war auch die Pressiger Kirchengemeinde als Kuratie gegründet, 1937 wurde sie Pfarrei.
Die Notkirche war beim Bau für eine Nutzung von etwa 25 Jahre ausgelegt. Die Bevölkerungszahl Pressigs nahm wegen der Flüchtlingsströme der Heimatvertriebenen nach dem Zweiten Weltkrieg noch einmal auf etwa 2000 zu. Unter Pfarrer Georg Bank wurde 1956/57 die neue Kirche nach Plänen des Kronacher Architekten Lothar Porzelt gebaut. Die Weihe der neuen Herz-Jesu-Kirche folgte am 8. September 1957 durch den Weihbischof in Bamberg Artur Michael Landgraf. Zum Zeitpunkt der Weihe war nur der untere Teil des Kirchturms mit einem Pyramidendach errichtet worden. Im Sommer 1958 folgte auf Kosten der Gemeinde der Bau des restlichen Abschnittes und das Hochziehen der Glocken. Die bunten Mosaike über dem Hauptportal und im Innenraum waren im Sommer 1960 fertiggestellt. Die Notkirche wurde 1957 profaniert, ihr Abbruch folgte wohl Ende 1963 oder Anfang 1964 (der letzte auffindbare Aktenvermerk über die Notkirche stammt vom 3. September 1963).

## Mosaiken

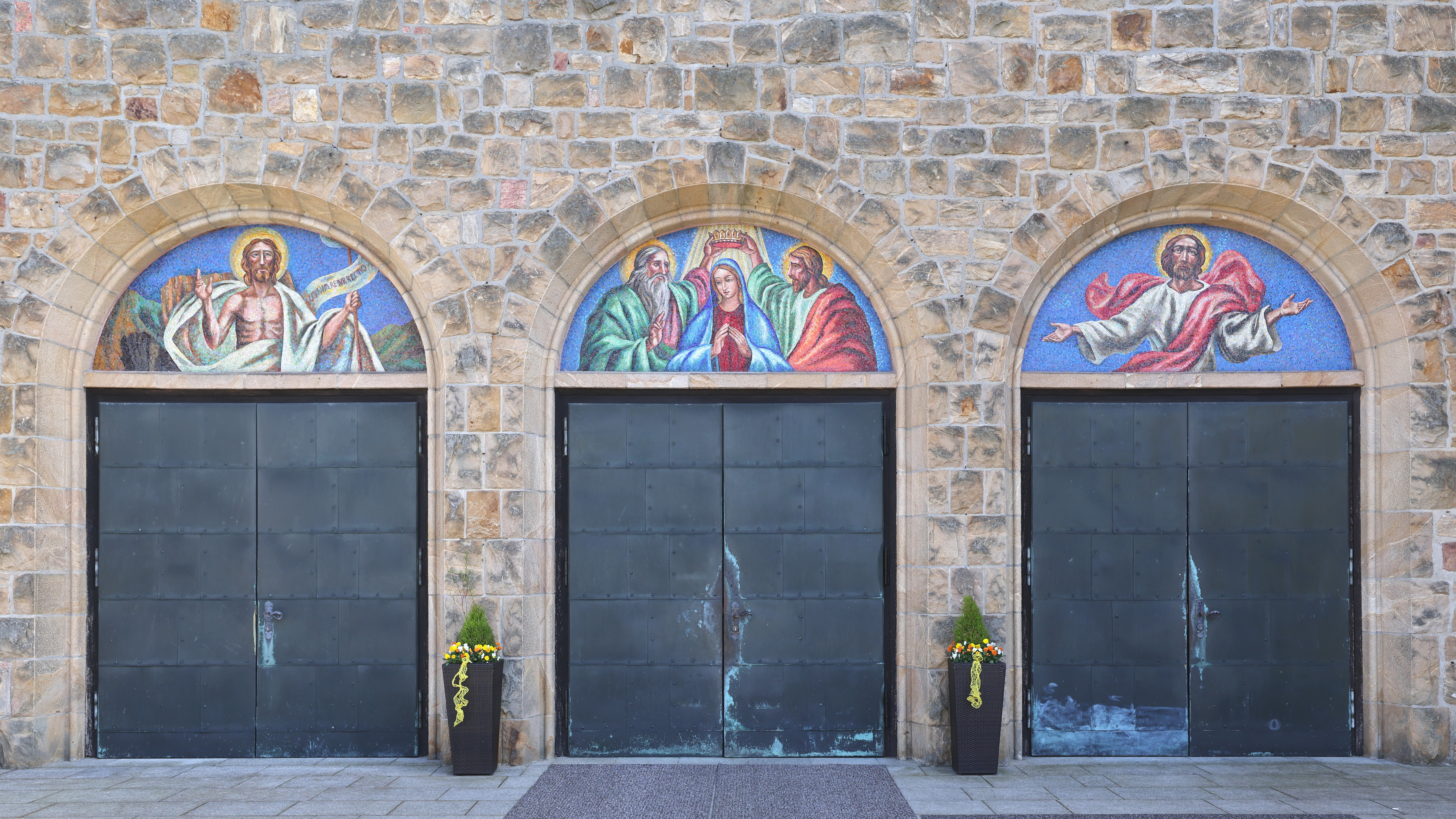
Mosaiken über Eingangsportalen

Das Bild der Pressiger Herz-Jesu-Kirche wird durch 18 Mosaikdarstellungen geprägt, die von einer Mailänder Mosaikwerkstatt erstellt wurden:
- Die ersten drei Mosaiken fallen dem Besucher bereits vor dem Betreten der Kirche auf. In den Rundbögen der drei Eingangsportale befinden sich Darstellungen des Auferstandenen mit Siegesfahne (lateinische Aufschrift „EGO SUM RESURRECTIO“ (Ich bin die Auferstehung, Joh 11,25 EU)), der Krönung Mariens mit Gott Vater, Sohn und Heiligem Geist sowie Christi Himmelfahrt.
- Das große Mosaik über dem Hochaltar im Chorraum zeigt Jesus mit ausgebreiteten Armen und dem Symbol seines geöffneten Herzens sowie über ihm einen Regenbogen, dazu die Worte „PAX VOBIS“ (Friede sei mit euch!, Joh 20,26 EU) und „VENITE AD ME OMNES“ (Kommt alle zu mir, Mt 11,28 EU). Links von ihm befinden sich das einfache Volk und Hirten, rechts von ihm der Klerus und die Kurie, Franz von Assisi, Klara von Assisi, ein Bischof und der Papst.
- Das Mosaik am Marienaltar links vom Chorraum zeigt Maria mit dem Jesuskind als Rosenkranzkönigin und den heiligen Dominikus, der ihr einen Zweig Lilien als Zeichen der Keuschheit reicht.
- Auf dem Mosaik des Josefsaltars rechts vom Chorraum ist der heilige Josef mit Jesuskind und Lilie sowie ein kniender Handwerker mit Holzwinkel und Quadern (Verweis auf Josefs Beruf Zimmerer) zu sehen.
- Über den Pfeilern der Rundbögen der Seitengänge des Kirchenschiffs befinden sich zwölf Mosaikmedaillons (sechs auf jeder Seite) mit den Aposteln, jedoch mit einer Besonderheit ‒ zwei davon wurden ausgetauscht: Statt Judas Iskariot ist der heilige Matthias und statt Jakobus der Jüngere ist Paulus dargestellt.

## Glocken
Im Jahr 1958 goss die Glockengießerei Otto in Bremen-Hemelingen für die Herz-Jesu-Kirche in Pressig fünf Bronzeglocken mit den Schlagtönen: es′ – f′ – g′ – b′ – c′. Die Glocken haben folgende Durchmesser: 1295 mm, 1153 mm, 1027 mm, 864 mm, 770 mm. Das Gesamtgewicht des Geläutes beträgt 3800 kg.